# Vallée de Chamonix
La vallée de Chamonix est une vallée de France située en Haute-Savoie, au pied du mont Blanc et centrée sur Chamonix, correspondant à la haute-vallée de l'Arve. Elle débute au Tour, à la source de l'Arve, au pied du glacier du même nom, sous le col de Balme, et se termine aux Égratz, en aval des gorges de l'Arve et de Servoz[réf. souhaitée]. Elle est parcourue d'une part par la route nationale 205 qui mène au tunnel du Mont-Blanc, prolongée par la route départementale 1506 qui passe le col des Montets pour accéder en Suisse, d'autre part par la ligne de chemin de fer du Mont-Blanc Express.

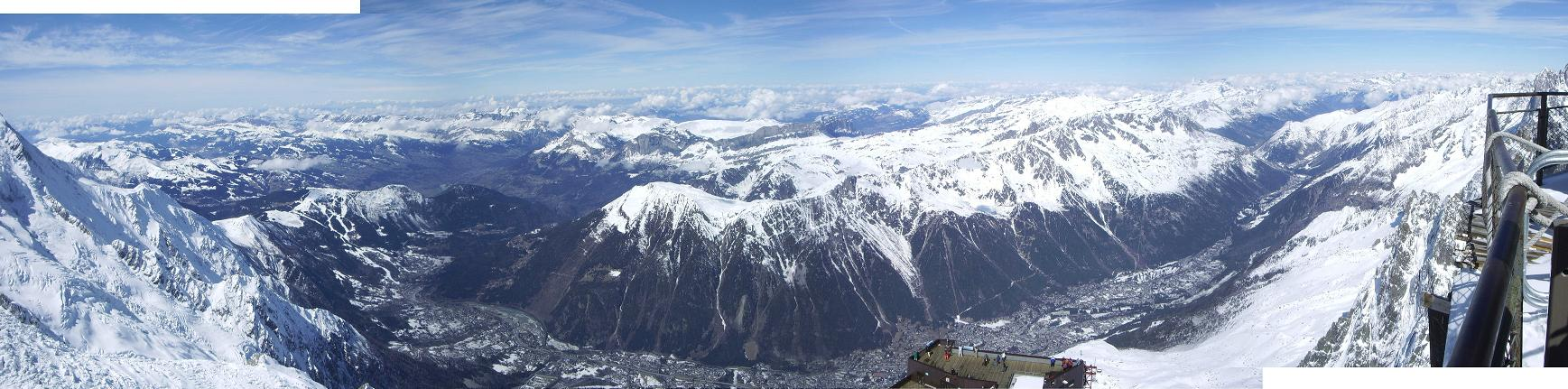
Vue panoramique hivernale de la vallée de Chamonix depuis l'aiguille du Midi.

## Glaciation quaternaire

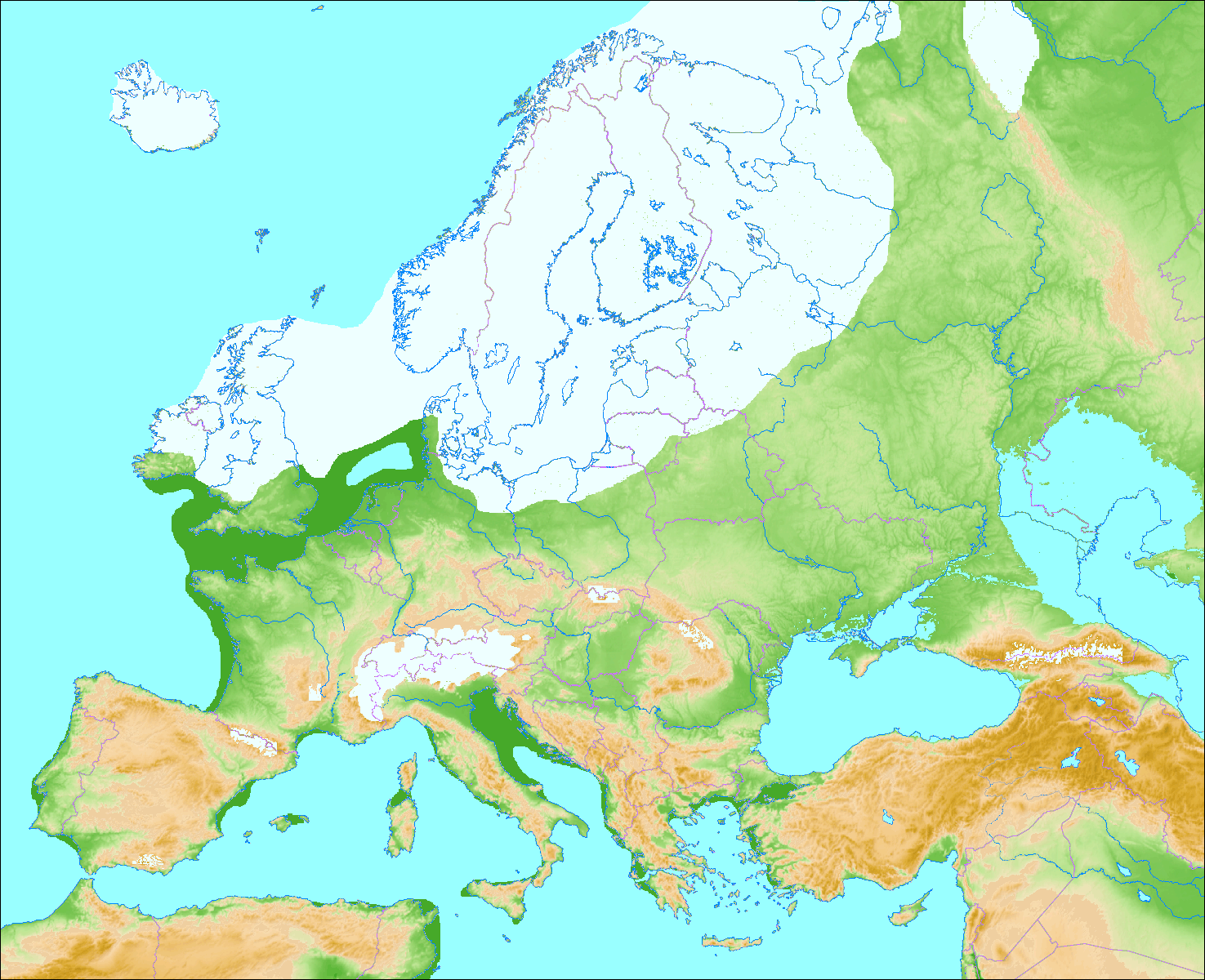
Maximum d'extension des glaciers alpins il y a 25000 ans.

Au maximum d'extension des glaciers alpins au Würm il y a 25 000 ans, la vallée de Chamonix disparaît totalement sous près de 1 100 m d'épaisseur de glace.

## Tourisme
Le géographe Alain de L'Harpe porte une réflexion autour de l'interaction entre les représentations de cette vallée de moyenne montagne et l'évolution des pratiques touristiques. Dans le premier quart du XXe siècle, l'espace agrosylvopastoral s'y mue en espace touristique voué pour grande partie à la mono-activité de la pratique hivernale (alpinisme, ski, manifestations sportives). L'extension et l'allongement des congés payés, l'ouverture des grands cols routiers intra-alpins et le percement du tunnel du Mont-Blanc qui favorisent la circulation automobile dans les années 1960, agissent de façon concordante pour faire évoluer le tourisme élitiste vers un tourisme de masse hivernal comme estival. La segmentation des séjours et l'effet zapping impliquent pour les professionnels un repositionnement de l'offre touristique pour l'ajuster aux nouvelles attentes des clients envers ce haut-lieu du tourisme alpestre où la fréquentation atteint 4,5 millions de nuitées par an au début du XXIe siècle.